# Доктор Хто (спецвипуски, 2023)
Спеціальні випуски британського науково-фантастичного телесеріалу «Доктор Хто» 2023 року – це сезон з трьох спеціальних епізодів, які вийшли в етер на честь 60-річчя програми. Спецвипуски були написані Расселом Т. Девісом і ознаменували його повернення до посади шоуранера, яку він обіймав від початку відродження «Доктора Хто» в 2005 році до відходу в 2010 році. Спеціальні випуски транслювалися з 25 листопада по 9 грудня 2023 року на BBC One у Великій Британії та Ірландії та на Disney+ у всьому світі.
Девід Теннант і Кетрін Тейт повернулися в серіал в рамках 60-річчя. Теннант вперше зіграв роль Чотирнадцятого Доктора, раніше зігравши Десятого Доктора, тоді як Тейт повторила свою роль Донни Ноубл. Міріам Марголіс і Ніл Патрік Гарріс зіграли гостьові ролі Міп і Іграшкаря відповідно, а також долучилися актори та акторки Жаклін Кінґ, Карл Коллінз, Бернард Кріббінс, Джемма Редґрейв і Бонні Ленґфорд, серед нових облич – Рут Мадлі та Ясмін Фінні.
Спеціальні випуски як головний сценарист і виконавчий продюсер очолював Девіс. Вони передували чотирнадцятому сезонові та були оголошені разом із ним. Обидва були оголошені з поверненням Девіса в шоу до його 60-річчя та «серіал поза межами». Режисерами трьох спецвипусків стали Рейчел Талалай, Том Кінґслі та Чанья Баттон відповідно. Фільмування тривали з травня по липень 2022 року, а виробництво було переміщено з Roath Lock Studios до Wolf Studios, коли Bad Wolf став співпродюсером серіалу. Спеціальні випуски з нагоди ювілею супроводжували безліч нових медіа та релізів Доктора Хто.

## Епізоди
| № серії (story) | No. спецвипуску | Назва серії         | Режисер(и)     | Сценарист(и)                                                     | Оригінальна дата показу | Глядачів Велика Британія (млн) | AI |
| --- | --------------- | ------------------- | -------------- | ---------------------------------------------------------------- | ----------------------- | ------------------------------ | -- |
| 301 | 1               | «Зоряний звір»      | Рейчел Талалай | Рассел Т. Девіс, на основі історії Пета Міллза та Дейва Ґіббонза | 25 листопада 2023       | 7.61                           | 84 |
| Чотирнадцятий Доктор стикається з Донною Ноубл та її родиною. Поруч розбивається космічний корабель. Зустрівшись зі вченою UNIT Ширлі Енн Бінґем, Доктор запитує, чому він схожий на своє десяте втілення і чому доля стикнула його з Донною. Донька Донни, Роуз, зустрічає пухнастого прибульця на ім'я Міп і ховає його в сараї, але Донна знаходить його саме тоді, коли Доктор приходить до її будинку. Доброзичливість Міпа виявляється брехнею, а насправді він потенційний диктатор із манією величі, чий корабель знищить Лондон, якщо дозволити йому злетіти. Доктор змушений пробудити спогади Донни, щоб зупинити корабель Міпа. Та Донна не вмирає: через народження Роуз Донна передала частину метакризи, що робить її несмертельною для обох. Міпа схопили, а Донна та Роуз виганяють метакризу зі своїх тіл. Доктор пропонує їм з Донною відвідати Вілфреда, але нещодавно відновлена ТАРДІС дає збій через пролиту каву і дематеріалізується.                                                                                     |                 |                     |                |                                                                  |                         |                                |    |
| 302 | 2               | «Блакитна далечінь» | Том Кінґслі    | Рассел Т. Девіс                                                  | 2 грудня 2023           | 7.14                           | 83 |
| ТАРДІС аварійно приземляється на космічному кораблі на краю відомого всесвіту. Відчувши ворожу дію, ТАРДІС дематеріалізується, лишаючи Доктора та Донну, які починають досліджувати корабель і виявляють, що він покинутий. Після того, як вони знайшли рубку, вони стикаються з парою невідомих сутностей за межами відомого всесвіту, які приймають форми недосконалих копій Доктора та Донни. Після серії взаємодій Доктор з'ясовує, що істоти намагаються використати їх як спосіб дістатися до відомого всесвіту, і що вони навчаються, змушуючи своїх цілей діяти швидко та імпульсивно. Вони виявляють, що капітан корабля ініціював надзвичайно відстрочену послідовність самознищення перед самогубством, щоб запобігти сутностям взяти під контроль корабель. Доктор прискорює послідовність самознищення, і ТАРДІС повертається, дозволяючи Доктору та Донні втекти, поки сутності гинуть. Повернувшись до провулка, з якого вони вийшли, вони стикаються з Вілфредом, який говорить їм, що світу кінець, і просить у Доктора допомоги. |                 |                     |                |                                                                  |                         |                                |    |
| 303 | 3               | «Гигикання»         | Чанья Баттон   | Рассел Т. Девіс                                                  | 9 грудня 2023           | Буде визначено                 | 85 |
| У Сохо 1925 року помічник винахідника телебачення Джон Лоґі Берд йде на закупи в магазин іграшок, що належить Іграшкареві. У наш час Іграшкар спричиняє хаос у всьому світі та протистоїть Доктору та Донні. Граючи проти нього другу гру, Доктор програє, але вони погоджуються на третій матч, щоб розбити нічию. Доктор і Донна вирушають в UNIT, возз'єднуються з Кейт Летбрідж-Стюарт і Мел Буш, і разом вони виявляють, що Іграшкар використовує прихований звук сміху на всіх екранах з моменту появи телебачення. З'являється сам Іграшкар і вражає Доктора гальванічним променем, змушуючи його «двогенерувати», дозволяючи Чотирнадцятому і П'ятнадцятому Доктору співіснувати. Два Доктори перемагають Іграшкаря у грі в лови і виганяють його з існування, поки він загрожує приходом своїх легіонів, а таємнича жінка забирає його золотий зуб, в якому ув'язнений Майстер. Перед відбуттям на своїй TARDIS новий Доктор створює її копію для свого попередника, який вирішує оселитися на Землі з Донною та її родиною.              |                 |                     |                |                                                                  |                         |                                |    |

### Додаткові епізоди
| Назва серії | Режисер(и)     | Сценарист(и)    | Оригінальна дата показу | Глядачів UK (млн) | Трив. |
| --- | -------------- | --------------- | ----------------------- | ----------------- | ----- |
| «Пункт призначення: Скаро» | Джеймі Донаґ'ю | Рассел Т. Девіс | 17 листопада 2023       | 3.77              | 4:54  |
| На військовій базі на планеті Скаро Даврос зустрічається зі своїм помічником панос Каставілліаном, щоб представити своє нове творіння, прототип далека, хоча вони ще не назвали його. Коли Даврос виходить з кадру, в базу врізається ТАРДІС, відламуючи клешню далека. Чотирнадцятий Доктор, все ще спантеличений поверненням свого старого обличчя, помічає завдану ним шкоду та розуміє, що клешня належить далеку. Потім, називаючи машину «далеком» і завдяки, що вона не «знищила» його, Доктор ненавмисно дає Каставілліану ідею що для назви, то і для крилатої фрази. Незабаром Доктор розуміє, що він насправді є свідком генезису далеків. Він поспіхом замінює зламану клешню на вантуз, який знаходить у ТАРДІС, каже Каставілліану вдавати, що його там ніколи не було, і йде. Після повернення Даврос схвалює вантуз. |                |                 |                         |                   |       |
| «Шлях додому» | N/A            | Олівер Джефферс | 24 листопада 2023       | N/A               | 4:44  |
| Чотирнадцятий Доктор приземляється на планеті Ночеказки (англ. Bedtime Stories) і читає історію Олівера Джефферса «Шлях назад додому». У книзі хлопець знаходить у своїй шафі літак і вирішує ним керувати. Під час польоту в літака закінчується паливо, і він змушений приземлитися на Місяць. Згодом на Місяць через несправний двигун також був змушений приземлитися космічний корабель марсіанина. Виявивши взаємну присутність, пара придумує способи полагодити обидві машини. Хлопчик повертається на Землю і збирає необхідні матеріали, а потім повертається на Місяць, піднявшись по мотузці, яку марсіанин скинув з Місяця. Полагодивши машини, пара розійшлася, і через деякий час хлопчик отримує пристрій зв'язку від марсіанина. Доктор проводить порівняння між своїм життям та історією, перш ніж піти.           |                |                 |                         |                   |       |

## Кастинг

### Головні герої

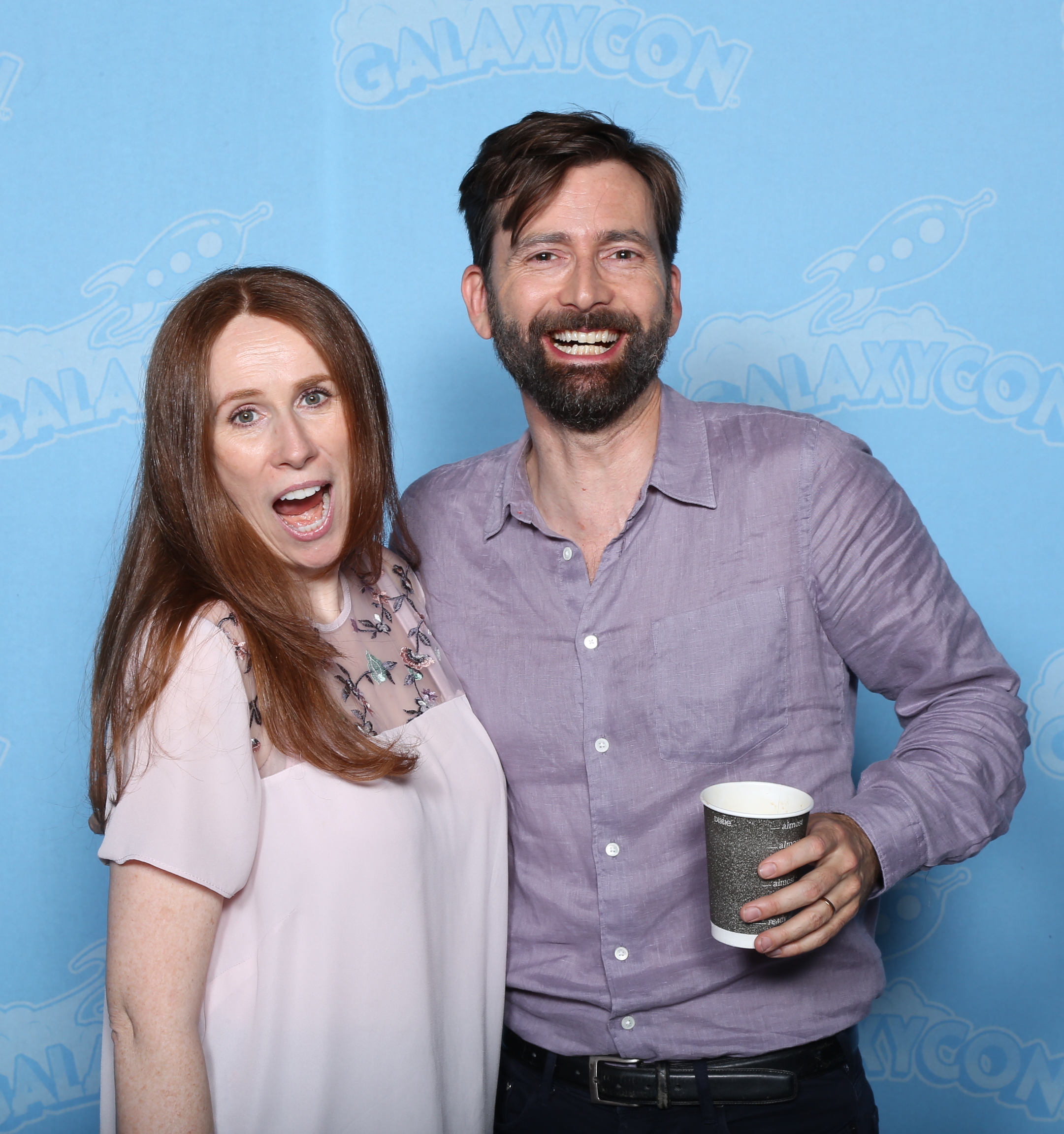
Кетрін Тейт і Девід Теннант з'являються в ролі Донни Ноубл і Чотирнадцятого Доктора в рамках 60-річчя шоу.

Девід Теннант і Кетрін Тейт повернулися на шоу в рамках спеціального випуску до 60-ї річниці. Теннант зіграв Чотирнадцятого Доктора, нове втілення, схоже на Десятого Доктора. Тейт повторила свою роль Донни Ноубл. Шуті Ґатва дебютував як П'ятнадцятий Доктор.

### Гостьові персонажі
У «Зоряному звірі» Жаклін Кінґ та Карл Коллінз повторили свої ролі матері Донни, Сільвії Ноубл і чоловіка Шона Темпла, відповідно, востаннє вони з'явилися в останній історії перебування Теннанта як Десятого Доктора, «Кінець часів». Ясмін Фінні з'явилася як Роуз Ноубл, донька Донни та Шона. Міріам Марголіс озвучила Міпа. Рут Мадлі з'явилася як Ширлі Енн Бінґем.
У «Блакитній далечі» Бернард Кріббінс з'являється посмертно у своїй попередній ролі Вілфреда Мотта, а Натаніель Кертіс коротко з'являється в ролі Ісаака Ньютона.
У «Гигиканні» Ніл Патрік Гарріс зіграв Іграшкаря, персонажа, якого востаннє бачили у «Небесному Іграшкареві» (1966), якого тоді зіграв Майкл Гоф. Джемма Редґрейв і Бонні Ленґфорд повторили свої відповідні ролі Кейт Стюарт і Мел Буш. Кінґ, Коллінз, Фінні та Мадлі повторили свої ролі із «Зоряного звіра». Інші актори цього епізоду включали Чарлі Де Мело в ролі Чарльза Банерджі, Дару Лалл в ролі Фаджа, Джона Маккея в ролі Джона Лоґі Берда та Александра Девріента в ролі полковника Крістофера Ібрагіма.

## Виробництво

### Розробка

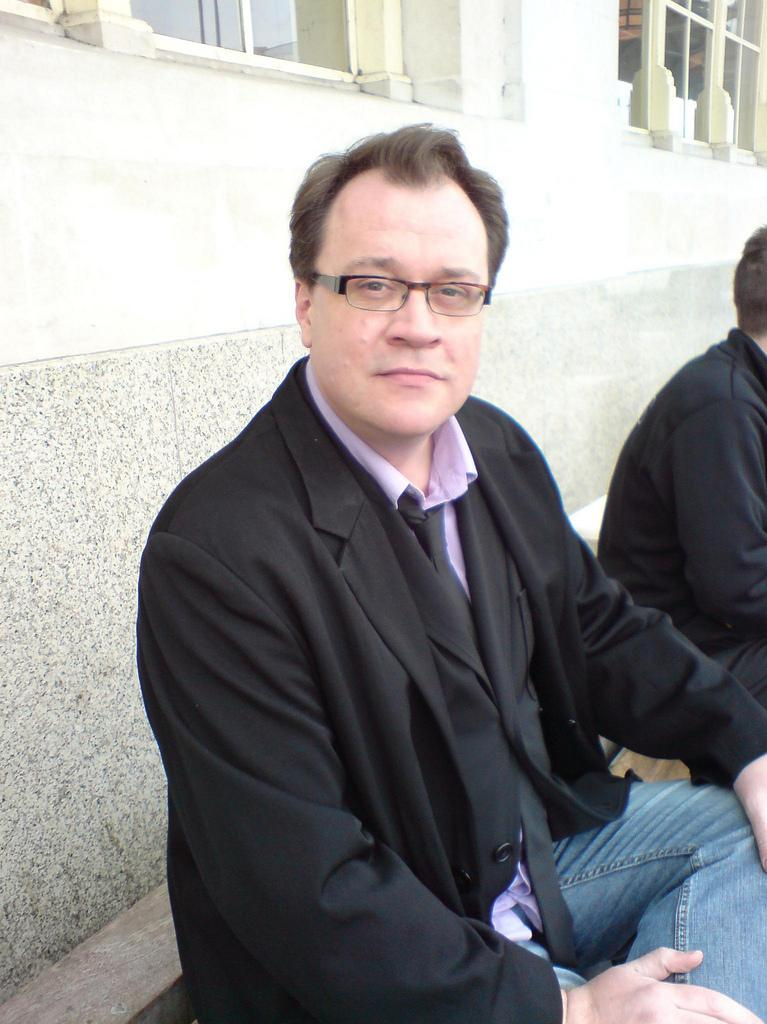
Рассел Т. Девіс (на фото у 2008 році) повернувся до «Доктора Хто» як шоуранер та провідний сценарист для спеціальних випусків до 60-ї річниці та продовження серіалу

29 липня 2021 року BBC оголосила, що Кріс Чібнолл, який працював виконавчим продюсером і шоуранером серіалу з 2018 року, покине серіал після серії спеціальних випусків у 2022 році разом із акторкою Тринадцятого Доктора Джоді Віттакер. У пресрелізі BBC наведено слова Чібнолла: «Я бажаю нашим наступникам – кого б не обрали BBC і BBC Studios – отримати стільки ж задоволення, скільки ми отримали. Вони чекають задоволення!»  Майбутнє програми вперше озвучив Пірс Венґер 25 серпня 2021 року, коли він сказав, що майбутні зміни для «Доктора Хто» будуть «радикальними».
24 вересня 2021 року ВВС оголосила, Рассел Т. Девіс повернеться в «Доктора Хто» як шоуранер після того, як з 2005 по 2010 рік був шоуранером в еру Дев'ятого та Десятого Доктора». Він змінив Чібнолла на 60-річчя шоу у 2023 році та далі. До Девіса приєдналася продюсерська компанія Bad Wolf, яку заснували колеги, колишня виконавча продюсерка «Доктора Хто» Джулі Ґарднер і колишня керівниця драми BBC Джейн Трентер. У жовтні 2021 року було оголошено, що Sony придбає Bad Wolf. Bad Wolf перейняв творчий контроль над «Доктором Хто», починаючи зі спеціальних випусків, а BBC Studios зосередилася на створенні «Доктора Хто» як глобального бренду.
Філ Коллінсон, Ґарднер і Трантер повернулися до шоу як виконавчі продюсери разом із новачком Джоелом Коллінзом. У березні 2022 року Девіс підтвердив, що попереднє виробництво почалося в Bad Wolf Studios у Кардіффі. Тім Годжес редагував спецвипуски.

### Сценарій
Рассел Т. Девіс написав усі три спеціальні випуски, а також додатковий мініепізод «Діти в біді 2023». У грудні 2021 року, приблизно за два роки до виходу в етер, Девіс підтвердив, що «вже написав деякі з епізодів», і сказав Radio Times у лютому 2022 року, що він знаходить «абсолютно нові способи розповідати історії, які ніколи раніше не робили». Скотт Гендкок виконував роль редактора сценаріїв для спецепізодів, раніше працюючи над «Доктор Хто: Конфіденційно», «Пригоди Сари Джейн», а також написав, продюсував, режисерував і грав у численних аудіодрамах «Доктор Хто» для Big Finish Productions.
Рассел Т. Девіс
Перша історія – це адаптація коміксу 1980 року «Доктор Хто і зоряний звір», написаного Петом Міллзом і Джоном Ваґнером, з малюнком Дейва Ґіббонса. «Зоряний звір» містить першу появу наживо Міпа та Воїнів Гніву (англ. Wrarth Warriors). Девіс вирішив адаптувати комікс, оскільки він був «надзвичайно веселою пригодою з поворотами та серйозною загрозою».. У жовтні 2023 року Девіс сказав Empire, що йому «потрібно повернути Донну в історію... що означало, що дія відбуватиметься в Лондоні, що означало, що щось інопланетне приземлиться посеред Лондона, і я автоматично подумав про Зоряного звіра як про найкращий спосіб розповісти цю історію».
У жовтні 2023 року Девіс підтвердив в інтерв'ю, що в рамках спеціальних пропозицій як сюрприз для глядачів відбудеться кросовер, який включатиме одне з його попередніх шоу, Nolly/ Пізніше було оголошено про кастинг Джона Маккея на роль Джона Берда в обох серіалах. У листопаді 2023 року Девіс заявив у SFX 372, що три спецвипуски будуть трьома окремими історіями. На офіційному преспоказі «Зоряного звіра» Девіс описав першу спеціальну стрічку як «чудовий великий сімейний фільм Pixar, схожий на святковий фільм – дивиться вся сім'я, багато сміху, смішний монстр». Потім він описав «Блакитну далечінь» як «похмурішу... не страшну – радше справді дивну», а «Гигикання» як «божевільне, абсолютно божевільне, страшне... воно вас налякає».

### Фільмування
Знімання спецвипусків до 60-ї річниці ознаменували зміну місця розташування студії: нова студія Bad Wolf Studios перейняла Roath Lock Studios як компанію з власних фільмувань, де знімали програму з 2012 року. Ця зміна ознаменувала угоду про спільне виробництво «Доктора Хто» між Bad Wolf і BBC Studios. Крім того, Bad Wolf подав заявку на нову дочірню компанію, також керовану Ґарднер і Трантер, під назвою "Whoniverse1 LTD".
Основні знімання для спеціального випуску розпочалися 9 травня 2022 року. Місцеві фільмування відбувалися в Кемден Маркет, Ньюпорті, Бристолі та Кардіффі. Виробництво завершилося 26 липня 2022 року .Рейчел Талалай повернулася, щоб поставити перший епізод, Том Кінґслі – другий, а Чанья Баттон – третій. Вікі Делоу та Кріс Мей продюсували спецвипуски разом з Еллен Марш. Через погіршення здоров'я роль Кріббінса в ролі Вілфреда Мотта була скорочена, однак він зміг зняти останню появу в фіналі «Блакитної далечини», його останнього виступу перед смертю в липні 2022 року. У серії «Гигикання», де використано архівний аудіозапис Кріббінса з фільму «Отруєне небо» (2008), знявся дублер, який не був названий у титрах.
Спецепізод «Діти в біді» був знятий 18 квітня 2023 року під режисером Джеймі Донаґ'ю. Шестисерійний мінісеріал «Казки ТАРДІС» (англ. Tales of the TARDIS) зняв протягом шести днів на Bad Wolf Studios з 25 по 30 вересня 2023 року  режисер Джошуа М. Ґ. Томас.
Виробничі блоки для спеціальних випусків 2023 року були розташовані таким чином:
| Блок | Епізод                                 | Директор/ка    | Сценарист       | Продюсер/ка   |
| ---- | -------------------------------------- | -------------- | --------------- | ------------- |
| 1    | Спецвипуск 1: «Зоряний звір»           | Рейчел Талалай | Рассел Т. Девіс | Вікі Делоу    |
| 2    | Спецвипуск 3: «Гигикання»              | Чанья Баттон   | Рассел Т. Девіс | Вікі Делоу    |
| 3    | Спецвипуск 2: «Блакитна далечінь»      | Том Кінґслі    | Рассел Т. Девіс | Вікі Делоу    |
| X    | Мініепізод: «Пункт призначення: Скаро» | Джеймі Донаґ'ю | Рассел Т. Девіс | Скотт Гендкок |

### Музика
20 липня 2022 року Сеґюн Акінола, який обіймав посаду композитора з 2018 року, підтвердив, що не повернеться на спеціальні випуски з нагоди 60-ї річниці. 24 квітня 2023 року BBC оголосила, що Мюррей Ґолд повернеться, щоб написати саундтрек до спеціальних випусків 2023 року та чотирнадцятого сезону. Спеціальні пропозиції містять нову версію тематичної мелодії, яку  виконав наживо Національний оркестр ВВС Уельсу в рамках Doctor Who @ 60: A Musical Celebration та яка офіційно вийшла 12 жовтня 2023 року.

## Реліз

### Просування
23 жовтня 2022 року на BBC One було показано перший тизер-трейлер після «Сили Доктора». Було підтверджено, що Девід Теннант зіграє Чотирнадцятого Доктора в трьох спецепізодах, а Шуті Ґатва змінить його як П'ятнадцятий Доктор. Також стало відомо, що спецвипуски вийдуть в етер у листопаді 2023 року. Девіс пообіцяв «ще багато сюрпризів на шляху», додавши, що річниця буде «насичена таємницями, жахом, роботами, ляльками, небезпекою та веселощами!». Новий логотип було представлено 25 жовтня 2022 року разом з оголошенням про те, що прем'єра спецепізодів за межами Великобританії та Ірландії відбудеться на Disney+. Ґатва з'явився в «Наживо з Келлі та Раяном» у США, щоб оголосити цю новину перед ЗМІ.
25 грудня 2022 року на BBC One було показано другий тизер-трейлер після різдвяного випуску Strictly Come Dancing 2022. Девіс сказав, що вони хочуть доставити «милий маленький різдвяний подарунок» і пообіцяв, що «2023 рік стане бунтом добра Доктора Хто!» У трейлері також було показано перші погляди на Міпа та Воїнів Гніву.
7 березня 2023 року було оголошено, що Теннант, який був головним ведучим Comic Relief 2023, з'явиться під час скетчу на телемарафоні в костюмі Чотирнадцятого Доктора, щоб прорекламувати спецвипуски. Шоу почалося 17 березня зі скетчу, в якому Ленні Генрі переродився в Чотирнадцятого Доктора Теннанта.
Протягом двох тижнів із квітня по травень 2023 року на BBC One перервали мовлення три загадкових тизери з перевернутими звуковими та двійковими кодами, що вели до третього тизерного трейлера, показаного на BBC One перед фіналом пісенного конкурсу Євробачення 2023 13 травня, розкриваючи назви спецепізодів. Девіс назвав титри «лише початком найбільшої пригоди Доктора». 18 липня 2023 року вийшли нові постери персонажів Чотирнадцятого Доктора, Донни Ноубл, П'ятнадцятого Доктора та його супутниці Рубі Сандей. Звукова викрутка Чотирнадцятого Доктора була показана 19 липня у хвилинному відео, до того, як копії стали доступними для покупки онлайн. Звуковий реліз і плакати збіглися з виставковим стендом «Доктора Хто» на San Diego Comic-Con 2023, хоча офіційна панель не відбулася.
23 вересня 2023 року на BBC One було показано повнометражний трейлер перед першим шоу в прямому етері Strictly Come Dancing 2023. Був опублікований офіційний постер, і Девіс сказав, що шанувальники «прямують до листопада, повного сюрпризів від «Доктора Хто». 25 жовтня 2023 року було офіційно оголошено дати виходу трьох спеціальних випусків, а також опубліковано постер для кожного з них. Водночас Disney+ випустив свою версію трейлера, щоб рекламувати спецвипуски.
Прем'єра та показ епізоду «Зоряний звір» відбулися на електростанції Баттерсі, Лондон, 6 листопада 2023 року, а також опубліковано новий постер. BBC iPlayer запустив спеціальний ідентифікатор Doctor Who, у якому Чотирнадцятий Доктор ставив під сумнів повернення Донни та його старе обличчя. На TikTok BBC iPlayer було опубліковано інтерактивне завдання «Вибери свого персонажа», яке показало кілька небачених кліпів із «Зоряного звіра». Спеціальний мініепізод показали під час «Діти в біді 2023» 17 листопада.

### Трансляція
Трансляція трьох спецвипусків розпочалася 25 листопада 2023 року й завершилася 9 грудня 2023 року, відзначаючи 60-ту річницю «Доктора Хто» . Спецепізоди також стали першими епізодами «Доктора Хто» з міжнародною прем'єрою на Disney+. Як і попередні епізоди, вони транслювалися на BBC One та iPlayer у Великій Британії. Про трансляційне партнерство між BBC і Disney Branded Television було оголошено в жовтні 2022 року, де Девіс додав, що мета полягає в «запускі TARDIS по всій планеті, охоплюючи нове покоління шанувальників, міцно зберігаючи нашу домівку на BBC у Великобританії».

### 60-річчя

#### Телевізійні перевипуски
Напередодні ювілею BBC дозволила показ понад 800 епізодів програми «Доктор Хто» – включно з епізодами класичних сезонів та відроджених, «Торчвуда», «Пригод Сари Джейн», «Класу» і «Конфіденційно» – у рамках пропозиції iPlayer з 1 листопада 2023 року. Епізоди включали нові параметри доступності, зокрема субтитри, аудіоопис і жестову мову. Випуск цих епізодів виключив перший сезон «Доктора Хто», «Неземне дитя» (1963), через відсутність домовленостей між ВВС та сином покійного сценариста серіалу Ентоні Коберна. BBC використала «Хтосвіт» як загальну назву для всіх програм.
Маратон четвертого сезону, в якому грали Теннант і Тейт, відбувся 4 листопада. 23 листопада BBC Four транслювала 75-хвилинну кольорову версію серії «Далеки» (1963) із новим звуковим оформленням і музикою Марка Айреса За ним повторили «Пригоду в просторі та часі» (2013), де в кінцівці фільму тепер знявся Ґатва, який замінив Метта Сміта. «Пригода в просторі та часі» була додатково змінена для повторного виходу в етер, при цьому діалоги з «Неземного дитяти» були вирізані з оригінальної постановки через ту саму відсутність згоди, через яку «Неземне дитя» не стала частиною програмного випуску Whoniverse на iPlayer. Повністю анімований випуск «Небесний Іграшкар», в якому використовуються оригінальні записи звукової доріжки, заплановано випустити на DVD та Blu-ray.

#### Казки ТАРДІС
Перший оригінальний серіал Хтосвіту, Казки ТАРДІС, вийшов на BBC iPlayer 1 листопада 2023 року, одночасно з запуском Хтосвіту. Сезон з шести частин містить версії класичних історій «Доктора Хто», доповнені новими сценами, у яких зображені Доктори класичної епохи та їхні супутники, які згадують пригоду. Серед кастинг-дуетів, які повторювали свої ролі, були: Морін О'Браян у ролі Вікі та Пітер Первз у ролі Стівена, Фрейзер Гайнс у ролі Джеймі та Венді Педбері у ролі Зої, Кеті Меннінг у ролі Джо та Деніел Ентоні у ролі Клайда, Пітер Девісон у ролі П'ятого Доктора та Джанет Філдінг у ролі Теґан, Колін Бейкер у ролі Шостого Доктора та Нікола Браянт у ролі Пері, Сильвестр Мак-Кой у ролі Сьомого Доктора та Софі Олдред у ролі Ейс. Сцени написали Дейвіс, Філ Форд і Піт МакТіґ.

#### Діти в біді
Спеціальний п'ятихвилинний мініепізод під назвою «Пункт призначення: Скаро» транслювався під час телемарафону «Діти в біді 2023» 17 листопада 2023 року. У ньому знявся Теннант у ролі Чотирнадцятого Доктора, Маваан Різван грав пана Каставілліана, а також показали повернення Давроса (Джуліан Бліч) і першого далека.

#### Визволеннядалеків
Doctor Who Magazine підготував пригодницький комікс із 14 частин під назвою «Визволення далеків», який мав зайняти місце між «Силою Доктора» та «Зоряним звіром». Історія була канонічно названа першою офіційною пригодою Чотирнадцятого Доктора, ексклюзивною для Doctor Who Magazine. Історія виходила з 10 листопада 2022 року (випуск 584) до 9 листопада 2023 року (випуск 597).

#### Документальні фільми
У рамках святкування ювілею було анонсовано три телевізійні документальні фільми. Перший, «Talking Doctor Who», представлений Теннантом, демонструє історію класичної епохи. Його транслювали 1 листопада 2023 року на BBC Four. Другий, «Russell T Davies: The Doctor and Me», детально розповідає про повернення Девіса як шоуранера. Трансляція запланована на BBC One пізніше. Третій, «Doctor Who: 60 Years of Secrets and Scandals», розкриває безліч залаштункових історій класичного серіалу. Трансляція відбулася 25 листопада 2023 року на Channel 5.

#### Радіо та аудіо
23 листопада 2022 року Big Finish Productions анонсувала спеціальну аудіодраму до 60-ї річниці з Четвертим і Десятим Докторами під назвою Once and Future, яка виходила щомісяця з травня по жовтень 2023 року, а додатковий реліз вийде в листопаді 2024 року.
Наприкінці 2023 року BBC Radio та BBC Sounds транслюють низку спеціальних програм на честь шоу; першим був Doctor Who @ 60: A Musical Celebration на BBC Radio 2, спеціальний попередньо записаний концерт у жовтні, який містив музику з усієї сучасної епохи шоу, включаючи перше ексклюзивне виконання тематичної мелодії 2023 року. На концерті також виступили Девіс і колишні шоуранери Стівен Моффат і Кріс Чібнолл. Документальний фільм із двох частин під назвою «Who Are We: Doctor Who?» транслювався на BBC Radio 2 21 і 22 жовтня. У рамках ювілейного періоду BBC Radio 2 транслювало серію епізодів My Life in a Mixtape з кількома колишніми акторами «Доктора Хто», зокрема Пітером Девісоном, Ніколасом Бріґґсом, Сильвестром Мак-Коєм, Бонні Ленґфорд, Джанет Філдінг, Софі Олдред і Рут Мадлі, а також композитором епохи Віттакер Сеґун Акінола 30-хвилинний документальний фільм під назвою «Doctor Who: The Wilderness Years» транслювався 19 листопада на BBC Radio 4. 23 листопада на BBC Radio Wales вийшли два спеціальні випуски; документальний фільм про стосунки серіалу з Уельсом у фільмі «Doctor Who: The Welsh Connection» і Г'ю Стівенс, який віддає належне музиці «Доктора Хто» у фільмі «Доктор Г'ю». Мюррей Ґолд представив годинну програму під назвою «Murray Gold: Hitting the Right Notes» 23 листопада на BBC Radio Solent.

#### Мультиплатформна історія
20 березня 2023 року було анонсовано мультиплатформну історію під назвою Doom's Day, у якій Суз Кемпнер зіграв Дума, «найбільшого вбивцю всесвіту». Подія стартувала в червні 2023 року через цифрові канали Doctor Who: Penguin Random House, Doctor Who Magazine, Titan Comics, Big Finish Productions, BBC Audio та East Side Games, і завершилася в жовтні 2023 року.

### Доктор Хто: Звільнений
Спеціальні пропозиції до 60-ї річниці супроводжувалися запуском «Доктор Хто: Звільнений», супутнього залаштункового шоу на BBC Three. Прийнявши формат, подібний до «Доктор Хто: Конфіденційно», Unleashed слідує за кожним новим епізодом Doctor Who з 30-хвилинними випусками на BBC Three, які веде ведучий Newsbeat Стефан Пауелл. Шоу було оголошено 27 вересня 2023 року після того, як минулого року з'явилися точні звіти про шоу.
15-хвилинний вступний епізод вийшов на BBC iPlayer з уривком, який транслювався під час програми Children in Need 2023 17 листопада, і розповідав про створення спецвипуску Children in Need.

## Оцінки та відгуки

### Критичний прийом
На Rotten Tomatoes, вебсайті агрегатора оглядів, 96% із 42 критиків дали спецвипускам позитивну рецензію.

## У друкованому вигляді
Жаклін Кінґ, акторка, яка грає Сільвію Ноубл, начитає аудіокнигу «Зоряний звір».